# Bernd Ewert
Bernd Ewert (* 1947) ist ein deutscher bildender Künstler und Reisejournalist.

## Leben
Während seiner Schulausbildung in Krefeld nahm Bernd Ewert Mal- und Zeichenunterricht bei Hertha Zimmermann, Künstlerin, Schülerin und spätere Ehefrau von Richard Zimmermann, der als Professor an der Krefelder Textilingenieurschule lehrte. Während dieser Zeit lernte er Freihandzeichnen, Naturstudien, Aquarell- und Ölmalerei und bereitete sich so auf die Aufnahmeprüfung an der Werkkunstschule Krefeld bei Günther C. Kirchberger für das Fach freie Malerei und visuelle Kommunikation vor. Im April 1966 wurde er aufgenommen und beendete sein Studium 1972. Der im September 2019 verstorbene Fotograf Peter Lindbergh war für einige Semester sein Kommilitone in der Malerklasse. Ewert verließ Krefeld um in Den Haag/Niederlande zu leben. Danach folgten 3 Jahre Paris 1977–1980, wo er wieder auf Peter Lindbergh traf. Er lebte danach in Hamburg, München und zuletzt Mallorca, wo er von 1986 an fast 27 Jahre lebte. Entsprechend seiner Auslandsaufenthalte spricht er diese Fremdsprachen.
Bis 2010 fanden Ausstellungen in Deutschland, Schweden und Spanien statt.
Von 1999  bis 2001 arbeitete er als Freelancer für die deutsche Wochenzeitung „Palma Kurier“ und schrieb Artikel über Kunstausstellungen und Landhotels auf Mallorca.
Es entstanden mehrere Bücher, wie das Coffee Table Book Die schönsten Landhotels Mallorcas mit Fotos des Fotografen Ferdinand Graf Luckner. Gemeinsam mit dem deutschen Schriftsteller Herbert Genzmer produzierte er das Wanderbuch Kulinarische Wanderungen auf Mallorca, für das Ewert das Titelfoto und den größten Teil der Fotos beisteuerte. Er schrieb den Reiseführer mit Fotos Kleine Hotels mit Charme: Mallorca, Menorca & Ibiza, der auch in englischer Sprache erschien.

## Publikationen
- Kulinarische Wanderungen auf Mallorca. Augsburg: Steiger Verlag 1999, ISBN 3-89652-172-1
- Kulinarische Wanderungen auf Mallorca. Dortmund: Artwerk Verlag 2007, ISBN 978-3-938927-10-6 (zusammen mit Herbert Genzmer).
- Die schönsten Landhotels Mallorcas. München: Rolf Heine Verlag 2002, ISBN 3-89910-149-9
- Kleine Hotels mit Charme: Mallorca, Menorca & Ibiza. München: Wilhelm Heyne Verlag 2003, ISBN 3-453-18510-2
- Charming Small Hotels & Restaurants Mallorca, Menorca & Ibiza – Duncan Peterson Publishing Ltd, ISBN 1-58843-294-7

## Ausstellungen
Galerie Hans (Hamburg), Loft (München), Fabrik Heeder (Krefeld), Galeria Esteban Tarragona (Spanien), Haus Greiffenhorst (Krefeld), Hafen1 (Düsseldorf), Sa Casa Grossa Port d´Andratx (Mallorca), Galerie HMH (Mallorca)